# Christuskirchhof (Berlin)

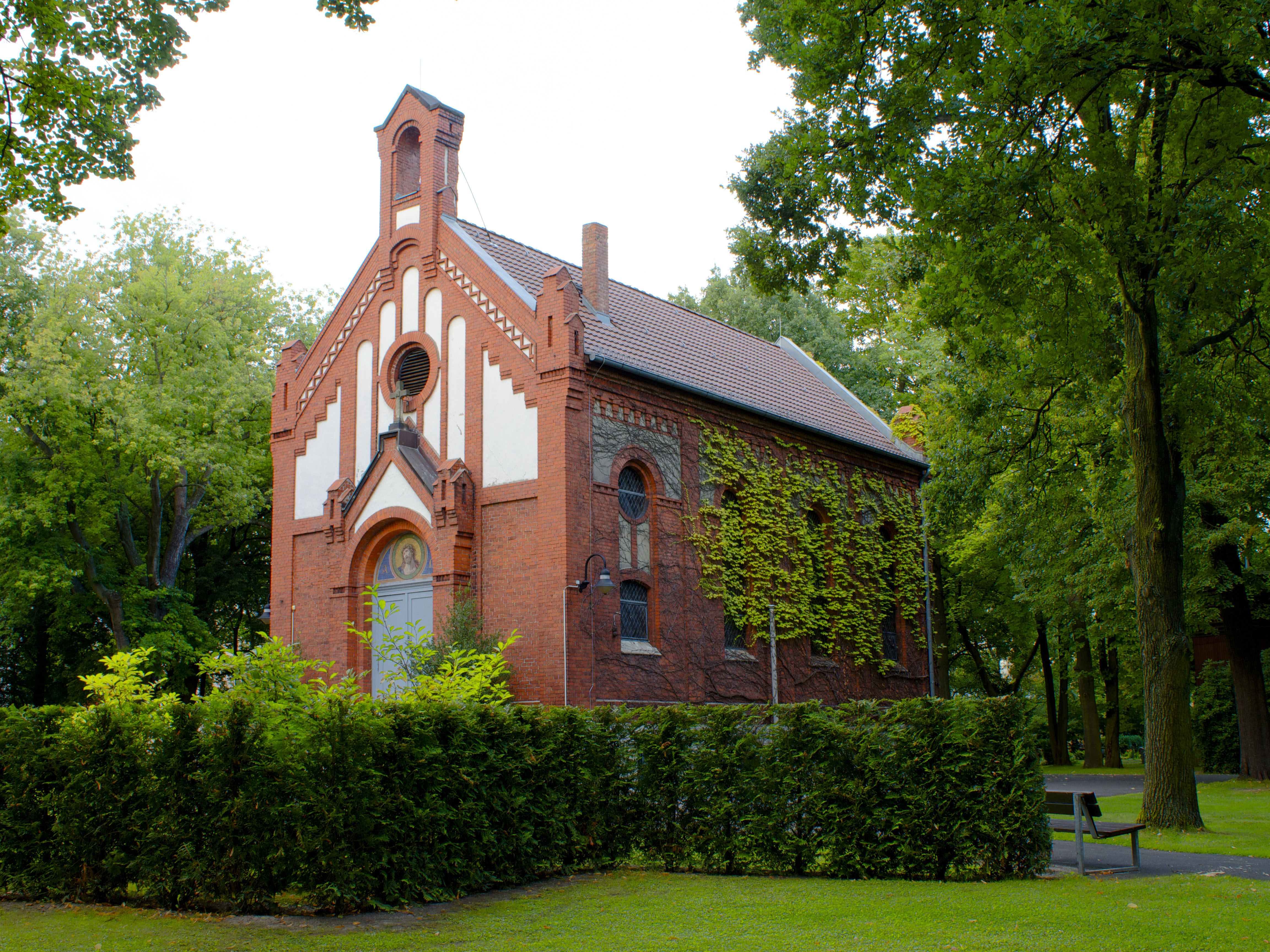
Kapelle auf dem Christuskirchhof

Der Christuskirchhof (auch Christus-Friedhof) ist ein evangelischer Friedhof am Mariendorfer Damm 225–227 im Berliner Ortsteil Mariendorf im Bezirk Tempelhof-Schöneberg.

## Lage
Das Gelände ist 62.644 m² groß und wird im Westen durch den Mariendorfer Damm begrenzt. Hier befindet sich auch der Hauptzugang zum Gelände, der durch ein typisches Backsteintor mit drei Portalen und einer gestaffelten Giebelwand führt. Nördlich grenzt der Hundsteinweg, südlich der Pilatusweg und im Osten der Floningweg mit einem weiteren Zugang an den Friedhof an. Westlich des Friedhofs befindet sich die Trabrennbahn Mariendorf.

## Geschichte und Bauwerke
Der Friedhof wurde um 1902 als Friedhof der Christusgemeinde in der Berliner Friedrichstadt angelegt. Ein Jahr später entstanden unter der Leitung von Baumeister Schwencke eine Kapelle sowie die Einfriedung mit dem Eingangsportal. Die im gotischen Stil errichtete Kapelle verfügt über ein Satteldach und wurde wie das Portal aus Backsteinen mit weiß verputzten Rücklagen errichtet. Die Apsis des Saalbaus ist polygonal gebrochen. Der Giebel ist reichhaltig mit Lisenen und Friesen sowie zinnenartigen Ecktürmen verziert. Über dem Eingang befinden sich ein farbiges Mosaik sowie ein goldenes Medaillon mit dem Kopf Jesu Christi sowie den griechischen Buchstaben Alpha und Omega.
Eine Skulptur zeigt eine Mutter mit einem Kind. Auf dem Sockel befindet sich die Inschrift „Wie einen seine Mutter tröstet.“

## Grabstätten (Auswahl)
- 1912 entstand neben der Hauptachse das Mausoleum der Familie Max Golz. Das Grabmal aus Sandstein ist im neoklassizistischen Stil errichtet und mit einem geschmiedeten Eisengitter umrahmt. Hier findet sich neben den Monogrammen auch die Jahreszahl 1912. Der Familienname Golz wurde mit Mosaiksteinen gebildet. Das Grabmal steht unter Denkmalschutz.

- Weiterhin befinden sich auf dem Friedhof insgesamt 88 Einzelgräber von Opfern des Ersten sowie Zweiten Weltkrieges.[4]

Neben Erdbestattungen werden dort auch Urnenbegräbnisse sowie die oberirdische Bestattung von Urnen in Stelen angeboten.